# ふくろう (映画)
『ふくろう』は、2004年2月7日公開の新藤兼人監督の日本映画。
2017年に劇団昴 page2公演として舞台化された（後述）。

## キャスト
- ユミエ（母）：大竹しのぶ
- エミコ（娘）：伊藤歩
- ダム男A：木場勝己
- ダム男B：柄本明
- ダムかんとく：原田大二郎
- 電気屋：六平直政
- 電気屋上司：魁三太郎
- 水道屋：田口トモロヲ
- 巡査：池内万作
- 引揚援護課の男：蟹江一平
- 浩二（エミコの幼なじみ）：大地泰仁
- 警視：塩野谷正幸
- 村長：江角英明
- ダム所長：加地健太郎
- 電力支所長：上田耕一
- 水道課長：松重豊
- 福祉課長：松波寛

## スタッフ
- 監督・原作・脚本・美術：新藤兼人
- 音楽：林光
- 演奏：風の街合奏団
- 助監督：山本保博、金丸雄一、吉田亮、奈良岡徹也
- 現像：IMAGICA
- スタジオ：日活撮影所
- プロデュース：新藤次郎
- ラインプロデューサー：桑原一仁

## 舞台
2017年4月、劇団昴 page2公演『ふくろう』として、Pit昴で公演。

### キャスト（舞台）
- ユミエ：服部幸子、市川奈央子
- エミコ：立花香織、田渕真弓
- ダム男A：福山廉士
- ダム男B：岡田吉弘
- かんとく：永井誠
- 電気屋：吉澤恒多
- 電気屋課長：加賀谷崇文
- 水道屋：江﨑泰介
- 巡査：宮島岳史
- 水口：永井将貴
- 浩二：町屋圭祐
- 警視：矢﨑和哉
- 村長：福永光生
- ダム所長：加藤和将
- 福祉課長：白倉裕人

### スタッフ（舞台）
- 原作・シナリオ : 新藤兼人
- 演出・上演台本：北村総一朗[1]